# 多茜·鲍施
多茜·鲍施（英語：Dotsie Bausch，1973年3月6日—），美国女子自行车运动员，2011年世界场地自行车锦标赛女子团体追逐赛银牌得主、2012年夏季奥林匹克运动会女子团体追逐赛银牌得主。